# Eurobaromètre
L'Eurobaromètre est un ensemble d'études menées au sein de l'Union européenne. Il a été créé en 1973 par Jacques-René Rabier, à l'époque conseiller spécial de la commission européenne.
Le site du secteur Analyse de l'opinion publique de la Commission européenne dresse la liste des enquêtes menées régulièrement en Europe.

## Passage à l'unilinguisme anglophone
Jusqu'en 2021, le site internet avait les menus et explications en français et en anglais. Depuis janvier 2022 (sous la présidence française du Conseil de l’Union européenne), le site n’est plus qu’en anglais.
Des traductions bénévoles sont disponibles, pour certains rapports Eurobaromètre, dans toutes les langues officielles de l'Union européenne, ainsi que sur des sites en français, allemand, italien et espagnol.